# Ouliana Denissova
Pour les articles homonymes, voir Denisov.
Ouliana Viktorovna Denissova (en russe : Ульяна Викторовна Денисова) est une biathlète russe, née le 11 janvier 1983 à Mourmansk.

## Biographie
Elle est active au niveau international à partir de 2002 où elle est médaillée d'argent en relais aux Championnats du monde junior. En 2003, elle est double championne du monde et d'Europe junior en relais, remportant aussi une médaille de bronze sur la poursuite aux Championnats d'Europe junior. En 2004, elle remporte le titre de championne d'Europe junior du sprint et glane trois médailles aux Championnats du monde junior (argent en relais, bronze en poursuite et sur l'individuel). En fin de saison elle est conviée à participer à sa première épreuve de Coupe du monde à Oslo à la suite de ces résultats.
Lors de la saison 2004-2005, elle parvient à marquer des points à Pokljuka (21e et 19e). Elle figure dans les classements de nouveau en 2008 avec une 18e place comme meilleur résultat.
À l'Universiade d'hiver de 2007, elle est médaillée de bronze au relais.
Elle n'est plus active jusqu'en 2010, où elle prend part de nouveau aux épreuves de Coupe du monde après une victoire en IBU Cup à Beitostølen. Lors de l'étape de Presque Isle, elle signe deux 16e places sur le sprint et la poursuite.
En 2014, elle met fin à sa carrière sportive après avoir tenté d'intégrer l'équipe biélorusse, collaboration qui s'est révélée infructueuse.

## Palmarès

### Coupe du monde
- Meilleur classement général : 48e en 2011.
- Meilleur résultat individuel : 16e.

#### Classements annuels
| Année | Classement général final |
| 2005  | 63e                      |
| 2008  | 55e                      |
| 2011  | 48e                      |

### Championnats du monde junior
- Médaille d'or du relais en 2003.
- Médaille d'argent du relais en 2004.
- Médaille de bronze de l'individuel et de la poursuite en 2004.

### Championnats d'Europe junior
- Médaille d'or du relais en 2003.
- Médaille d'or du sprint en 2004.
- Médaille d'argent du relais en 2002.
- Médaille de bronze de la poursuite en 2003 et 2004.

### Universiades
- Médaille de bronze du relais en 2007.

### IBU Cup
- 4 podiums, dont 1 victoire.